# Dante Giacosa
 (juillet 2017).
Si vous disposez d'ouvrages ou d'articles de référence ou si vous connaissez des sites web de qualité traitant du thème abordé ici, merci de compléter l'article en donnant les références utiles à sa vérifiabilité et en les liant à la section « Notes et références ».
Dante Giacosa, né à Rome le 3 janvier 1905 et décédé à Turin le 31 mars 1996, était un ingénieur italien, considéré comme l'un des maîtres de l'école de conception automobile italienne et un des hommes ayant marqué l'industrie automobile de son époque.

## Biographie
Originaire de Neive dans le Piémont, Dante Giacosa naît en 1905 à Rome, ville où son père effectue son service militaire. Il effectuera de brillantes études secondaires classiques qui laisseront une empreinte indélébile sur toute sa vie professionnelle. Il parlait couramment le latin et le grec. Cette formation lui donna « un sens de la mesure et de l'équilibre sans lequel je n'aurais jamais pu accomplir mon travail. »
En 1927, il est diplômé en ingénierie mécanique de l'École Polytechnique de Turin à 22 ans et entre immédiatement chez Fiat après avoir répondu à une offre d'emploi parue dans le journal. Il fera toute sa longue et riche carrière au sein du géant turinois, passant de simple dessinateur projeteur à son entrée payé 600 lires par mois, jusqu'à la direction générale de l'entreprise multinationale. En 1933, il est promu chef du bureau technique voitures, en 1955 il devient chef de la direction supérieure technique voitures, en 1966 directeur de division et membre du conseil de Direction de la société.
La première partie de sa carrière, entre 1928 et 1946, est pour lui une sorte d'apprentissage bien qu'il occupe déjà des fonctions importantes. Durant ces 18 ans, il compléta sa formation de concepteur et acquit une bonne expérience du produit. La seconde période, de 1946 à 1970, année durant laquelle il quitta discrètement ses fonctions après avoir atteint la limite d'âge fixée par Fiat, il sera successivement responsable de conception dans plusieurs secteurs industriels de l'entreprise. Durant ces 24 ans, il influencera tour à tour le département moteurs du secteur automobiles mais aussi aéronautique, marin et les grands moteurs industriels et les centrales électriques, les moteurs pour les véhicules militaires et spéciaux. Souvent, il ne se contentait pas des seuls moteurs et s'intéressait aussi au style et à la carrosserie, comme ce sera le cas pour la Fiat 500 de 1957 qui restera certainement le modèle le plus fameux qu'il ait conçu dans sa carrière. Il recevra d'ailleurs en 1959 le Prix Compasso d'Oro pour cette merveille technologique. Le « Centro Stile Fiat » fut depuis lors toujours sous sa tutelle.
Le 29 janvier 1970, Fiat annonça sa nomination au poste de consultant de la Présidence et de la Direction générale ainsi que représentant permanent auprès des institutions internationales. Peu de temps après, il se démettra de ses fonctions et se consacrera à son activité de consultant et écrira de nombreux ouvrages dont ses mémoires. La Direction de FIAT, à cette occasion, lui rendit hommage en ces termes : « Incomparable contribution pour la société, très hautes compétences, son œuvre est digne d'un génie. »
Dante Giacosa meurt le 31 mars 1996 à Turin, à l'âge de 91 ans.
Bien que sa carrière se soit déroulée uniquement au sein de Fiat, il joua différents rôles à l'extérieur et a écrit des livres techniques et ses mémoires. Parmi les plus importants, il faut citer « moteurs endothermiques », un traité complet et exhaustif sur la conception et le fonctionnement des moteurs à explosion de tout type et dimensions, adopté comme livre de référence dans beaucoup d'universités et grandes écoles spécialisées. De 1947 à 1966, il fut professeur à l'École Polytechnique de Turin chargé des cours de « construction des moteurs ». Parmi les nombreuses charges qu'il occupa on citera : Président « CUNA » (Commission technique Unification et Normalisation véhicules Automobiles, Italie), Président Général « ATA » (Association Technique de l'Automobile, Italie), Président de la FISITA (Fédération Internationale des Sociétés des Ingénieurs des Techniques de l'Automobile, France), membre de SAE (Society of Automotive Engineers, USA), membre de l'« Institution of Mechanical Engineers » britannique.

## Une pensée
Extrait de ses réflexions qui illustrent bien son approche au travail et le style qui le caractérisait à l'époque, au lendemain de la seconde guerre : « En 1946, je suis nommé directeur des bureaux techniques véhicules, je devenais alors ingénieur en chef, le responsable des projets des voitures et des autres véhicules terrestres construits par Fiat. Diriger les bureaux techniques ne voulait pas dire simplement occuper le poste de directeur, mais développer nettement plus largement « mon » travail : inventer, penser à toutes les activités particulières d'un nouveau projet. Cela voulait dire contrôler tous les jours les tables à dessin pour s'assurer de la progression des études et assurer la synthèse des études des nouveaux modèles de voitures, camions, autobus ou tout autre véhicule, comme je l'avais conçu et en liaison avec les programmes de la direction générale de Fiat. » Et aussi : « Concevoir c'est aussi évaluer les difficultés, mettre en évidence les problèmes essentiels, rechercher les différentes solutions possibles et ne sélectionner que celle qui sera en mesure de résoudre le problème de la façon la plus simple, fiable et complète. »

## Distinctions
Durant sa longue vie, Dante Giacosa a reçu de nombreux prix et distinctions dont principalement : 
- médaille d'or pour la conférence présentée en 1966 à la XXIIIe Conférence sur le trafic et la circulation, organisée par l'Automobile Club d'Italie - ACI de Milan en septembre 1967,
- médaille d'or remise par le Comité d'organisation de la Convention Internationale des Artistes, Critiques et Hommes d'Art pour « son activité de conception, développée de manière cohérente afin d'atteindre un équilibre entre les aspects d'une politique de production de grande série et les problèmes sociaux, économiques, technologiques et formels qui donnent une empreinte originale » en septembre 1968,
- médaille d'or colombienne pour la « distinction est une reconnaissance particulière à l'intense et riche activité de concepteur de véhicules qui caractérisent l'industrie italienne dans le monde ainsi qu'à ses fonctions de professeur d'université pour ses cours réputés et la publication des nombreux traités scientifiques ».
- En 1959 il fut distingué en remportant le Prix Compasso d'Oro pour la Fiat 500 de 1957, petite voiture qui « constitue un exemple typique, dans le domaine de l'automobile, d'une forme issue de l'intégration réussie entre la technique et la grande série de l'industrie mécanique et les exigences particulières de l'économie de la production d'une voiture à vocation populaire. Le prix, en soulignant la renonciation courageuse à l'apparence qui était la tradition automobile, avec un examen attentif du concept, les techniciens ont su concevoir un véhicule sans éléments superficiels et décoratifs mais avec un maximum de simplicité ».

### Fiat 500 Topolino

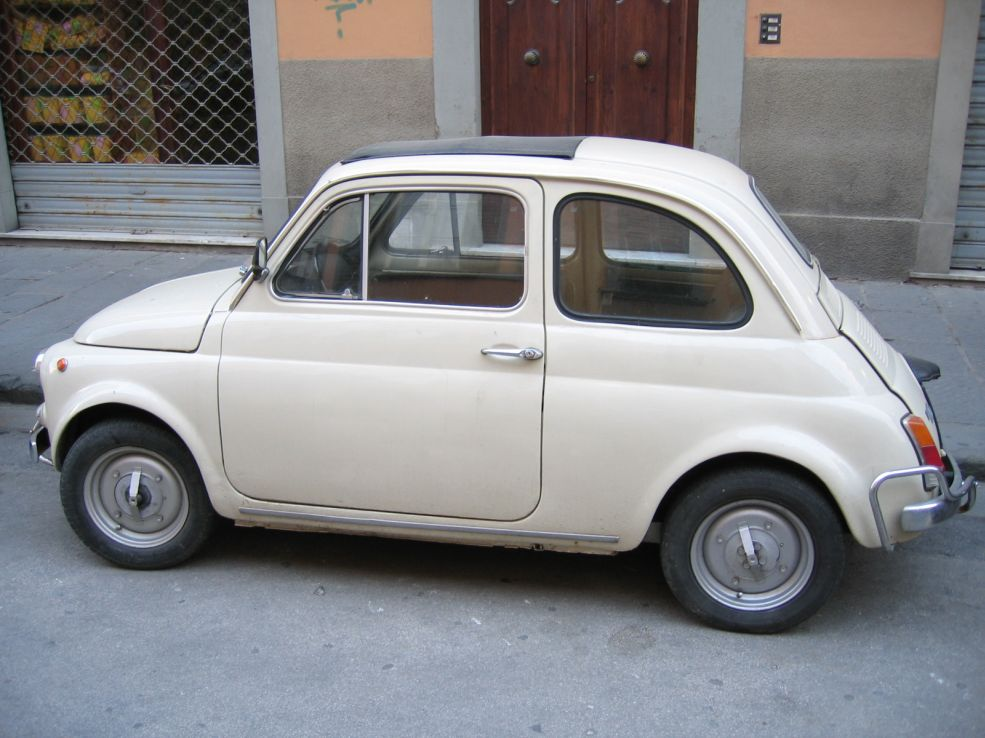
Une Fiat 500